# رمضة (ردمان)

تعديل مصدري - تعديل

رمضة هي إحدى قرى عزلة قانية بمديرية ردمان التابعة لمحافظة البيضاء، بلغ تعداد سكانها 115 نسمة حسب تعداد اليمن لعام 2004.